# Promecheilidae
Promecheilidae (antes Perimylopidae) es una pequeña familia de coleópteros polífagos
Son originarios del hemisferio sur. Se parecen a los escarabajos de la familia Tenebrionidae. Se alimentan de plantas vivas y material muerto. Unas pocas especies viven en Georgia del Sur siendo uno de los escarabajos más australes del mundo. Se describen poco menos de 30 especies.

## Géneros
Incluye los siguientes géneros:
- Chanopterus
- Darwinella
- Hydromedion
- Melytra
- Parahelops
- Perimylops
- Sirrhas